# Andrés Mendieta
Andrés Mendieta Ocamica, (Lequeitio, 12 de febrero de 1945) es un exjugador y exentrenador de fútbol que ocupó la demarcación de portero, llegando a ser internacional con la selecciones españolas olímpica. Fichó por el Real Madrid sin llegar a debutar, pero jugó en Primera División tanto con el Deportivo de la Coruña como con el CD Castellón. Tras retirarse como futbolista se afincó en la población de Benicasim, siendo entrenador de diversos clubes de la provincia castellonense, así como secretario técnico y gerente durante muchas temporadas del CD Castellón. Es padre de Gaizka Mendieta.

## Trayectoria

### Clubes
| Club                   | País   | Año       |
| ---------------------- | ------ | --------- |
| SD Begoña juvenil      | España |           |
| SD Begoña              | España |           |
| SD Indauchu            | España | 1964-1965 |
| Real Madrid            | España | 1965-1970 |
| Rayo Vallecano         | España | 1966-1968 |
| Deportivo de la Coruña | España | 1968-1970 |
| CD Castellón           | España | 1970-1974 |
| Villarreal CF          | España | 1974-1975 |
| CD Benicasim           | España | 1975-1976 |

### Selección nacional
| Selección | Año         |
| Olímpica  | México 1968 |

## Títulos

### Copas internacionales
| Título         | Club        | País   | Año     |
| -------------- | ----------- | ------ | ------- |
| Copa de Europa | Real Madrid | España | 1965-66 |